# Peñasco Manchón Austral
Der Peñasco Manchón Austral ist eine Felsnadel auf Laurie Island im Archipel der Südlichen Orkneyinseln. Er ragt auf dem Isthmus Manchón Austral am Kopfende der Uruguay Cove auf.
Argentinische Wissenschaftler benannten sie in Anlehnung an die Benennung des Isthmus.